# 池令瑞
池 令瑞（チ・ヨンソ、朝鮮語: 지영서、1956年 4月9日 - ）は、大韓民国の韓国放送公社(KBS) 前 所属のアナウンサー。

## 学歴
- 貞信女子高等学校（朝鮮語版） 卒業
- 梨花女子大学校 家政管理学科 学士

## 経歴
- 1978年 東洋放送 アナウンサー 入社
- 1980年 7期 KBS 公採のアナウンサー(言論統廃合, KBS アナウンサー 1980年 12月 入社) (KBS済州放送総局 地域の勤務)
- KBS済州放送総局 アナウンサー部長
- 韓国外国語大学校 言論情報学部、教養学部 兼任 教授
- 2014年 KBS アナウンサー 退社
- 現 漢拏大学校 産学協力団 助教授